# Frederic Dorr Steele
Frederic Dorr Steele (Negaunee, 6 agosto 1873 – New York, 6 luglio 1944) è stato un illustratore statunitense.
È noto soprattutto per il suo lavoro come illustratore delle edizioni americane delle storie di Arthur Conan Doyle su Sherlock Holmes.

## Biografia
Steele nacque il 6 agosto 1873 a Eagle Mills, un sobborgo della città di Negaunee, nel Michigan. Era il primogenito dei tre figli di William Henry Steele e Zulma De Lacy Steele, il cui cognome da nubile era Dorr. Nel 1876, la sua famiglia si trasferì a Appleton, nel Wisconsin. La famiglia si spostò nuovamente nel 1889, questa volta a Rutland, nel Vermont.
Steele fu incoraggiato a seguire la sua vocazione artistica da sua madre, che era una pittrice, e dalla nonna materna, la poetessa e scrittrice Julia C. R. Dorr. Steele decise di diventare un artista professionista e a questo scopo nel 1889, all'età di sedici anni, andò a New York per studiare alla Art Students League of New York e alla National Academy of Design.

## Carriera
Mentre studiava arte, Steele si mantenne per tre anni lavorando come disegnatore architettonico. In seguito fece due anni di apprendistato nel dipartimento artistico della casa editrice Harper. Lavorò per la rivista The Illustrated American dal 1896 al 1897, prima di intraprendere la professione di illustratore freelance. I suoi primi tentativi di illustrazioni a colori per la storia di Mary Catherine Lee "The Wheel of Time" apparvero sul numero di novembre 1900 della rivista
Scribner's Magazine. Nel 1902, Steele fu eletto membro della Società degli illustratori.
Il noto pittore e critico d'arte Arthur Hoeber scrisse un articolo su Steele pubblicato nel numero di aprile 1901 della rivista The Book Buyer. Secondo Hoeber, Steele utilizzava vari strumenti ma preferiva i pastelli, che per lui erano il mezzo espressivo più immediato. Continuò a preferire i pastelli per tutta la sua carriera. Hoeber scrisse anche che Steele ammirava il lavoro di diversi artisti, tra i quali Théophile Steinlen, Auguste-Louis Lepère, e altri.
L'elenco delle riviste per le quali Steele realizzò illustrazioni include The Century Magazine, McClure's, The American Magazine, Metropolitan Magazine, Woman's Home Companion e la Everybody's Magazine, della quale fu anche direttore artistico durante la prima guerra mondiale).
Steele realizzò illustrazioni anche per diversi romanzi, tra i quali The Scarlet Car (1907), di Richard Harding Davis, The Crime Doctor (1914), di E. W. Hornung, e The Black Eagle Mystery (1916) di Geraldine Bonner.
Il suo lavoro come illustratore per le riviste iniziò a declinare con la Depressione e così Steele si spostò verso la collaborazione con i quotidiani, in particolare il New York Herald Tribune. Steele realizzò illustrazioni per la sezione teatrale del giornale. Oltre 200 sue illustrazioni raffiguranti molte diverse rappresentazioni teatrali apparvero sull'Herald Tribune tra il 1928 e il 1944. Steele illustrò anche un'edizione del 1941 del romanzo di W. Somerset Maugham La luna e sei soldi.

### Illustrazioni per le storie di Sherlock Holmes

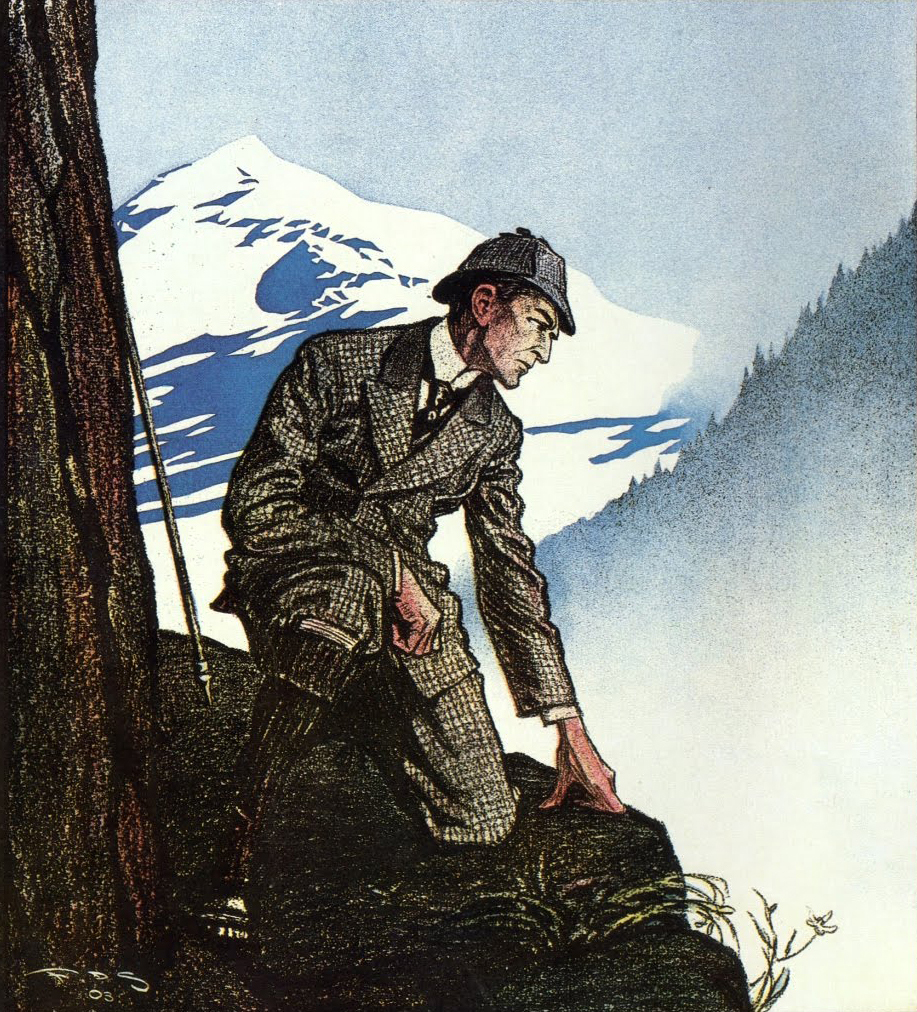
Sherlock Holmes alle Cascate Reichenbach, illustrazione di Steele per la copertina del numero della rivista Collier's con il racconto "The Adventure of the Empty House" (1903)

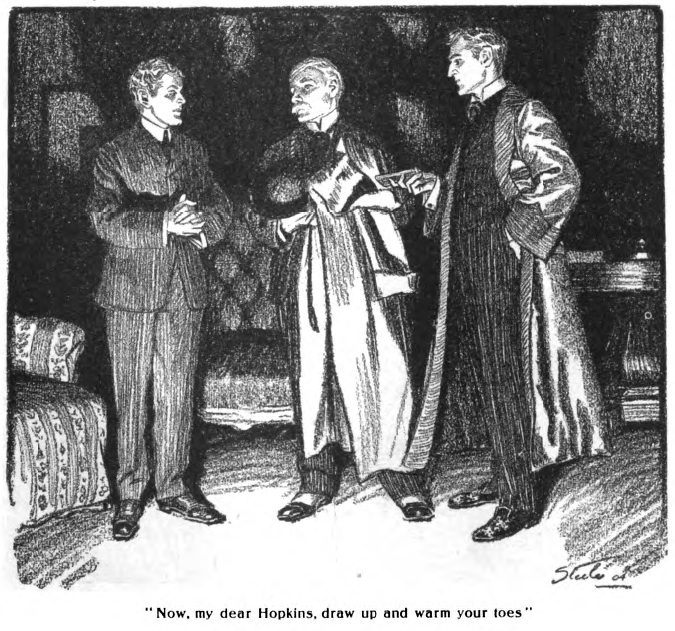
Illustrazione di Steele raffigurante l'Ispettore Hopkins, il Dottor Watson e Sherlock Holmes in "The Adventure of the Golden Pince-Nez" (Collier's, 1904)

Nel 1903 Steele fu invitato a realizzare le illustrazioni per la pubblicazione delle storie de Il ritorno di Sherlock Holmes sulla rivista Collier's Weekly. In seguito continuò a realizzare disegni per vari editori durante il resto della sua carriera, illustrando 26 delle ultime 33 storie di Sherlock Holmes per la loro prima edizione su riviste americane. Steele fu il principale illustratore americano delle storie di Holmes. Le sue illustrazioni ebbero una notevole influenza nel rendere popolare l'associazione del personaggio di Holmes con la pipa ricurva e il cappello deerstalker.
Steele utilizzò come modello per le tredici storie de "Il ritorno di Sherlock Holmes" un inglese di nome Robert King. In seguito disegnò Holmes basandosi su altri modelli, inclusi Frank B. Wilson e S. B. Doughty. La fisionomia del suo ritratto di Holmes si basò sull'interpretazione dell'attore americano William Gillette, che era stato protagonista della commedia Sherlock Holmes rappresentata per la prima volta nel 1899 e in seguito replicata in numerose produzioni. Steele scrisse un saggio dal titolo "Sherlock Holmes: A Little History of the World's Most Famous Fictional Character" per un'edizione speciale del programma teatrale della commedia datato 22 novembre 1929. In una parte del saggio riguardante le illustrazioni, riconobbe di avere basato il suo ritratto di Holmes su Gillette, e rettificò l'opinione diffusa ma errata che i suoi disegni avessero influenzato l'interpretazione di Gillette.  Steele precisò anche che non vide la commedia di Gillette fino al 1905 e che disegnò usando l'attore come modello dal vivo per la prima volta nel 1929.
Steele illustrò anche una parodia di Sherlock Holmes, "The Adventure of the Clothes-line", scritta da Carolyn Wells, che fu pubblicata su The Century Magazine nel maggio 1915 e la sovracopertina dell'antologia del 1944 a cura di Ellery Queen The Misadventures of Sherlock Holmes, che includeva anche altre sue illustrazioni.
Steele era a sua volta un appassionato del personaggio di Holmes e scrisse quattro brevi parodie pubblicate in diverse riviste e antologie: "The Adventure of the Missing Hatrack" (1926), "The Adventure of the Missing Artist" (1928), "The Attempted Murder of Malcolm Duncan" (1932), e "The Adventure of the Murdered Art Editor" (1933), l'unica tradotta in italiano ("L’iconografo assassinato"). Fu presente alla riunione inaugurale, nel 1934, dei Baker Street Irregulars, l'associazione di fan del detective fondata dallo scrittore Christopher Morley. 
Vincent Starrett dedicò il suo libro del 1933 The Private Life of Sherlock Holmes a Steele e ad altre due persone, incluso William Gillette. Starrett lodò le illustrazioni di Steele affermando che "Non si può immaginare un'associazione più felice tra autore e artista."

## Vita privata
Steele sposò Mary "Polly" Thyng nel 1898, e visse con lei a Nutley, nel New Jersey, fino al 1912, quando ritornò a New York. Il loro primo figlio, John Frederic Steele, nacque nel 1899 ma morì all'età di tre anni. La coppia ebbe altri tre figli: Anne Steele Marsh (che divenne a sua volta una pittrice nota), Robert Gilmore Steele, e Zulma Steele Grey. Steele era un membro del noto club teatrale The Players e diresse la rivista del club, The Players Bulletin, per diversi anni. Nel 1936 Steele e sua moglie si separarono, ma non divorziarono mai formalmente. L'artista andò a vivere nel suo studio al numero 717 di Greenwich Street.
Durante i suoi ultimi anni, Steele era in cura per problemi cardiaci. Nella primavera del 1944 le sue condizioni di salute peggiorarono e fu ricoverato presso il Mountainside Hospital nel New Jersey, dove gli venne diagnosticata la pellagra. Rimase ricoverato lì per due mesi, e in seguito presso il Columbia Presbyterian Medical Center di New York. Steele morì al Bellevue Hospital il 6 luglio 1944. Venne cremato e le sue ceneri seppellite nel lotto di famiglia nel cimitero rurale di Colonie, vicino ad Albany.

## Influenza
Tra il 26 marzo e il 7 aprile 1945 si tenne una mostra commemorativa del lavoro di Steele presso le gallerie Morton di New York. I suoi figli donarono nel 1986 una grande collezione di manoscritti, fotografie, lavori artistici e altri materiali relativi alla sua carriera alla biblioteca dell'Università del Minnesota. Nel 2020 è stata lanciata una raccolta di fondi per realizzare una lapide da collocare sulla sua tomba.